# Fenestella fenestrata
Fenestella fenestrata är en svampart som först beskrevs av Berk. & Broome, och fick sitt nu gällande namn av Joseph Schröter 1897. Enligt Catalogue of Life ingår Fenestella fenestrata i släktet Fenestella,  och familjen Fenestellaceae, men enligt Dyntaxa är tillhörigheten istället släktet Fenestella,  och familjen Fenestellaceae. Arten är reproducerande i Sverige. Inga underarter finns listade i Catalogue of Life.